# Alina Wessel
Alina Wessel (* 25. November 1990 in Köln) ist eine deutsche Tennisspielerin.

## Karriere
Wessel begann im Alter von zehn Jahren Tennis zu spielen. Sie nahm ab 2005 an ITF-Turnieren teil und feierte Erfolge bei nationalen Wettbewerben. Sie spielte für den Kölner THC Stadion Rot-Weiß, mit dem sie 2010 in die Regionalliga aufstieg. Nach dem Abitur 2009 entschloss sie sich dazu, Tennisprofi zu werden. Die Entscheidung wurde ihr durch die langfristige Zusage eines Sponsors erleichtert.
2011 konnte Wessel nach zwei Finalteilnahmen im Doppel auch erstmals bei einem ITF-Turnier siegen. In Annaba gewann sie die Einzel- und die Doppelkonkurrenz. Zu Beginn des Jahres 2012 erreichte sie mit drei weiteren ITF-Doppeltiteln erstmals eine Platzierung unter den besten 500 Spielerinnen der Weltrangliste. 2012 spielte sie in der 2. Tennis-Bundesliga Damen Nord für den Lintorfer Tennisclub. Zur Sommersaison 2013 wechselte sie zum RTHC Bayer Leverkusen. 2013 konnte sie im Doppel drei weitere ITF-Turniere gewinnen. Wegen einer langwierigen Verletzung pausierte sie ab Oktober 2013 und kehrte im November 2014 auf den ITF Women’s Circuit zurück. 2015 konnte sie in der Türkei ihre Turniersiege Nummer neun und zehn im Doppel feiern.
Ihre bislang letzte komplette Profisaison spielte Wessel 2016. 2018 trat sie nochmals in der Qualifikation in Versmold an, verlor aber bereits in der ersten Runde gegen Anna Klasen mit 2:6 und 2:6. Im April 2019 trat sie mit Annika Rittberger in Antalya bei einem ITF im Doppel an, dort kamen die beiden aber auch nicht über die zweite Runde hinaus.
Seit September 2017 wird Alina Wessel nicht mehr in den Weltranglisten geführt.
Alina Wessel trainiert an der Tennisakademie von Robert Orlik und ist im Besitz der B-Trainerlizenz. Seit Sommer 2015 tritt sie in der 2. Bundesliga wieder für den RTHC Bayer Leverkusen an.

## Turniersiege

### Einzel
| Nr. | Datum            | Turnier | Kategorie   | Belag | Finalgegnerin    | Ergebnis |
| --- | ---------------- | ------- | ----------- | ----- | ---------------- | -------- |
| 1.  | 17. Oktober 2011 | Annaba  | ITF $10.000 | Sand  | Constanza Mecchi | 6:3, 6:1 |

### Doppel
| Nr. | Datum              | Turnier    | Kategorie   | Belag     | Partnerin             | Finalgegnerinnen                     | Ergebnis          |
| --- | ------------------ | ---------- | ----------- | --------- | --------------------- | ------------------------------------ | ----------------- |
| 1.  | 17. Oktober 2011   | Annaba     | ITF $10.000 | Sand      | Amandine Cazeaux      | Stephanie Hirsch Linda Mair          | 6:4, 6:3          |
| 2.  | 13. Februar 2012   | Linköping  | ITF $10.000 | Hartplatz | Dejana Raickovic      | Margarita Lasarewa Marta Sirotkina   | 1:6, 6:3, [10:8]  |
| 3.  | 2. April 2012      | Algier     | ITF $10.000 | Sand      | Alexandra von Schmidt | Fatima El Allami Constanza Mecchi    | 6:4, 6:1          |
| 4.  | 9. April 2012      | Tlemcen    | ITF $10.000 | Sand      | Alexandra von Schmidt | Johanna Hyoty Ella Leivo             | 7:5, 5:7, [12:10] |
| 5.  | 17. Juni 2012      | Erzincan   | ITF $10.000 | Hartplatz | Chantal Škamlová      | Jeannine Prentner Evgeniya Svintsova | 6:0, 6:4          |
| 6.  | 16. Juni 2013      | Amstelveen | ITF $10.000 | Sand      | Tereza Máliková       | Valeria Podda Rosalie van der Hoek   | 6:0, 6:3          |
| 7.  | 13. September 2013 | Tlemcen    | ITF $10.000 | Sand      | Amandine Cazeaux      | Shivika Burman Shweta Chandra Rana   | 6:2, 7:5          |
| 8.  | 12. Oktober 2013   | Athen      | ITF $10.000 | Hartplatz | Lucy Brown            | Polina Laykina Darya Shulzhanok      | 6:0, 6:3          |
| 9.  | 16. Mai 2015       | Antalya    | ITF $10.000 | Hartplatz | Rio Kitagawa          | Chien Pei-ju Aki Yamasoto            | 6:2, 6:1          |
| 10. | 29. August 2015    | Antalya    | ITF $10.000 | Hartplatz | Alona Fomina          | Kim-Alice Grajdek Keren Shlomo       | 6:3, 6:3          |